# Т'ялгейзюм
Т'ялгейзюм (нід. Tjalhuizum) — село в нідерландській провінції Фрисландія. Входить до муніципалітету Південно-Західна Фрисландія.
Його площа становить 0,96км², а населення станом на 2021 рік складало 20 осіб.
Перша згадка про населений пункт датується 13-им сторіччям.

## Галерея

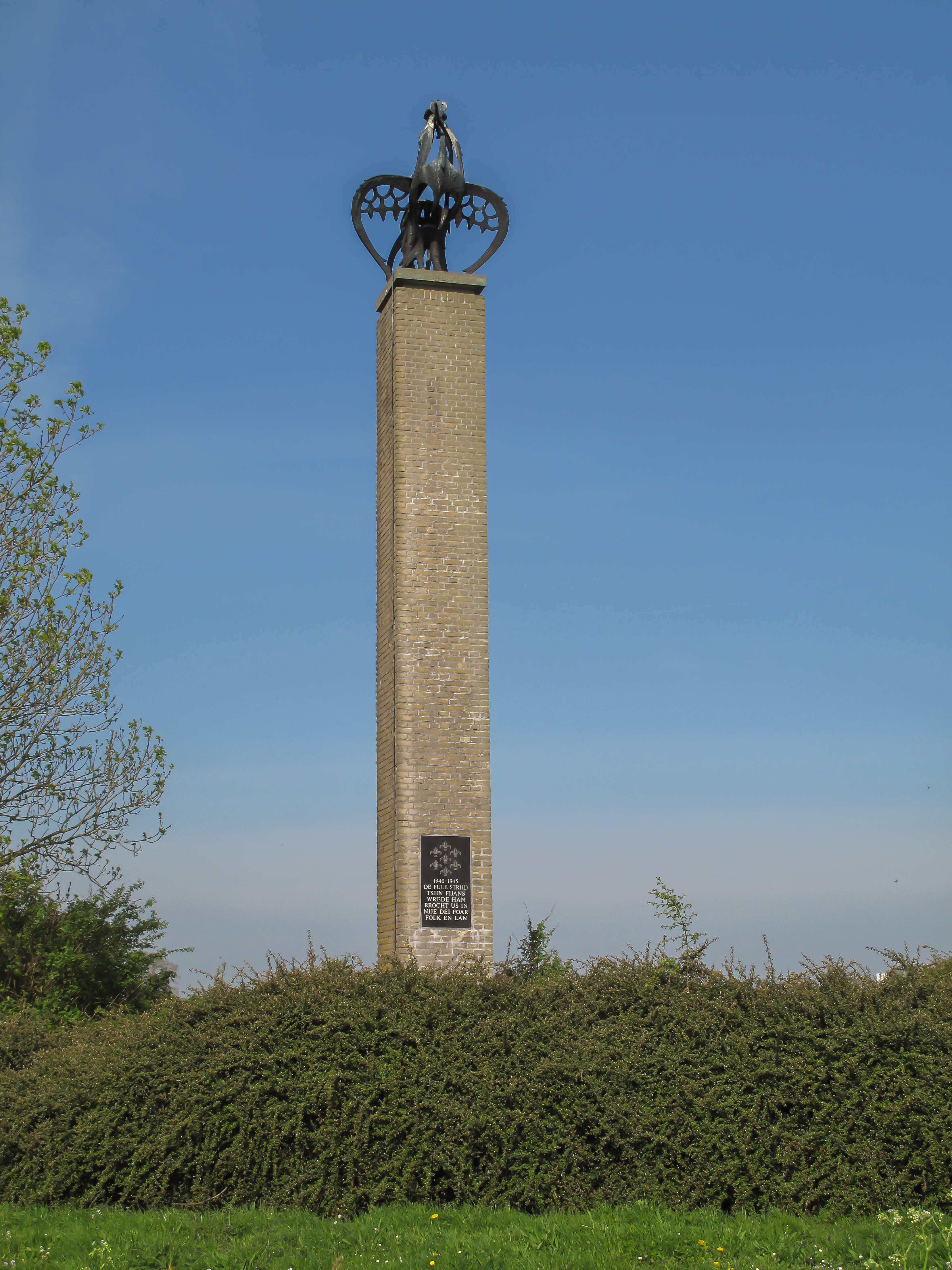
Воєнний монумент у селі